# Weesp
Weesp () est une ville au sein de la commune d'Amsterdam et ancienne commune néerlandaise, située dans le sud-est de la province de Hollande-Septentrionale. Baignée par le Vecht, elle compte 19 334 habitants lors du recensement de 2019. Lors d'un référendum local tenu le 21 mars 2018, les électeurs votent la fusion avec la commune d'Amsterdam, voisine au nord-ouest, effective depuis le 24 mars 2022.

## Histoire

### Droits de cité
Les bords de la rivière Vecht sont habités à l'ère romaine. La ville voisine de Muiden est l'avant-port de la ville d'Utrecht qui est alors un centre commercial important. Les premières sources écrites mentionnant la ville de Weesp datent des années 1150. Avant 1355, Weesp possède des escarpes en terre et bois. Le 20 mai 1355, Weesp reçoit ses droits de cité de la part du comte de Hollande, Guillaume. En 1517, la construction de murs en briques, la pierre étant absente dans la région, commence.

### Ligne de défense d'Amsterdam
À la suite du siège français de 1672, les lignes de défense de Weesp sont améliorées avec la construction de quatre bastions. La ville fortifiée fait partie de la ligne de défense de Hollande, comportant de vastes zones d'inondation, puis de la ligne de défense d'Amsterdam, inscrite au patrimoine mondial de l'UNESCO. Une forteresse, la Torenfort aan de Ossenmarkt (nl), datant de l'ère de la ligne de défense d'Amsterdam est toujours présente dans la ville.

### Temps contemporains
Au début du XXe siècle, Weesp se développe hors de ses anciens murs. Plusieurs nouveaux quartiers et un parc industriel sont construits. Le parc industriel, au bord du canal d'Amsterdam au Rhin, est équipé d'un petit port. La rivière Vecht perd au fil du temps son rôle dans le transport des marchandises, remplacée par le canal et d'autres moyens de transport.
Au XXIe siècle, Weesp voit son urbanisme s'étendre vers le nord : les terrains entre le canal d'Amsterdam au Rhin et le Vecht ainsi qu'entre l'autoroute A1 et la voie ferrée voient leur usage évoluer de champs en terres bâtissables, afin de dynamiser la construction de logements.

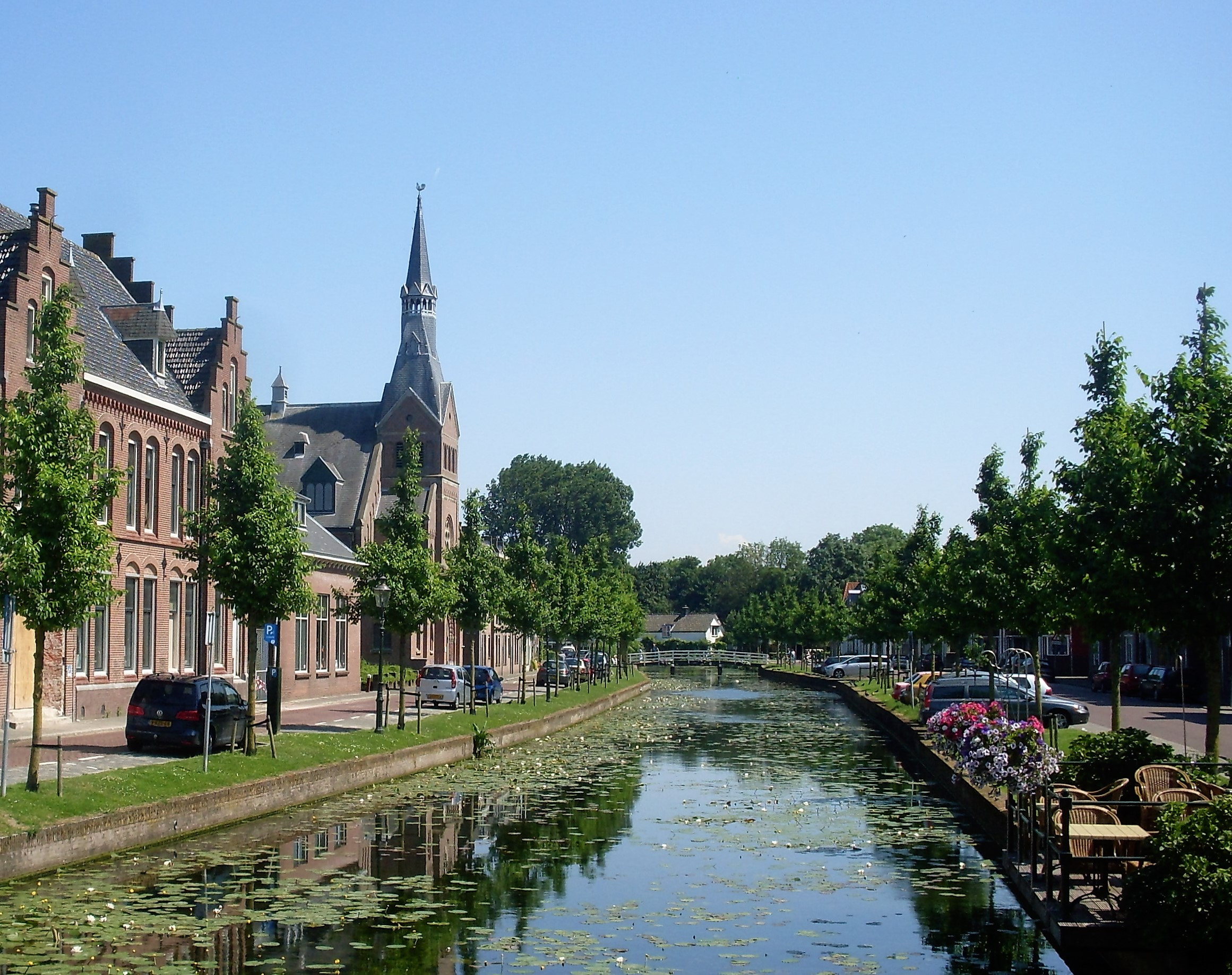
Le vieux canal (Oudegracht).
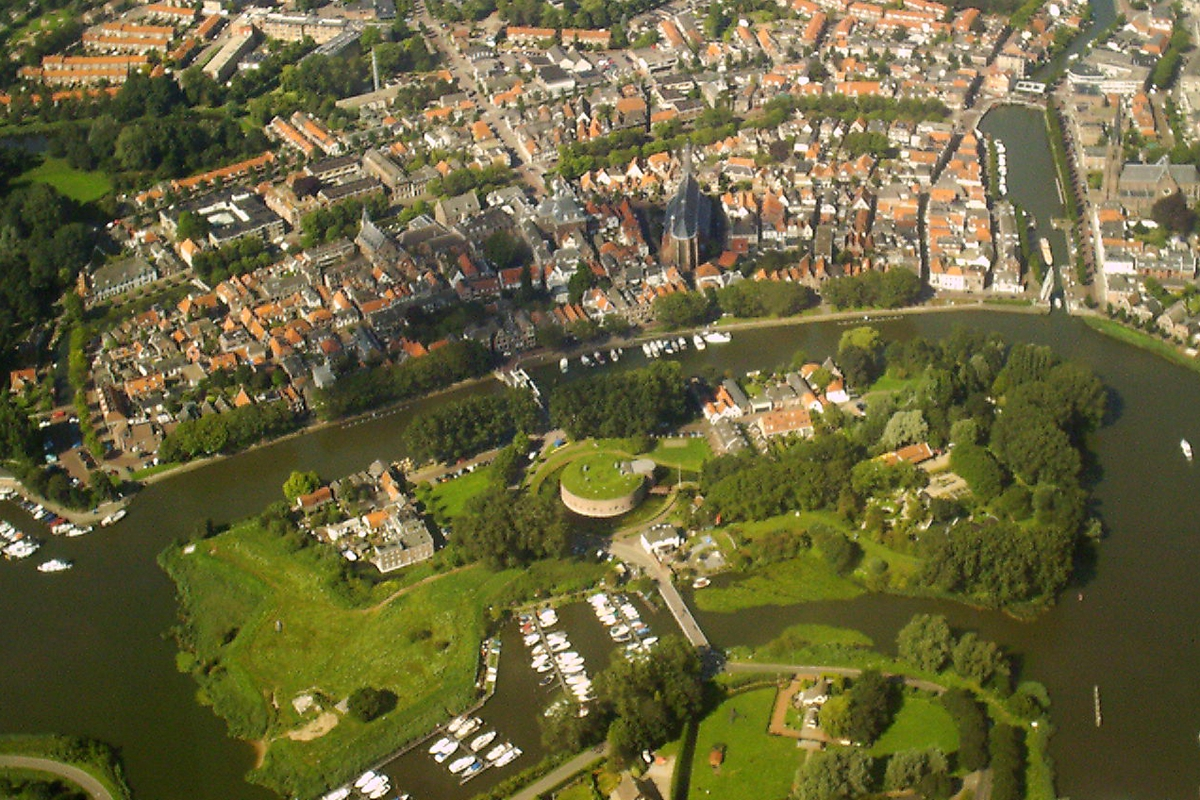
Photographie aérienne de Weesp.
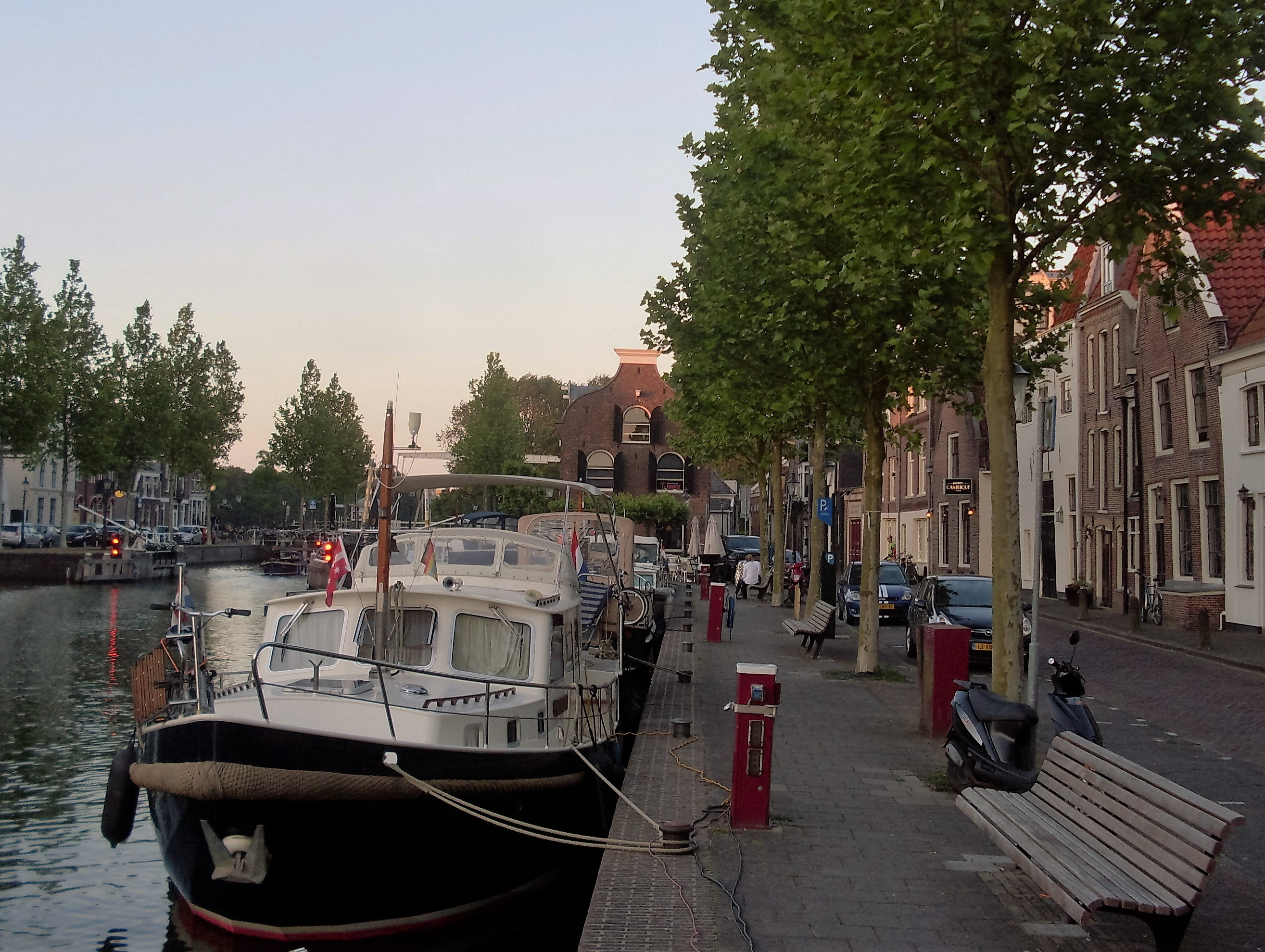
Quais à Weesp.
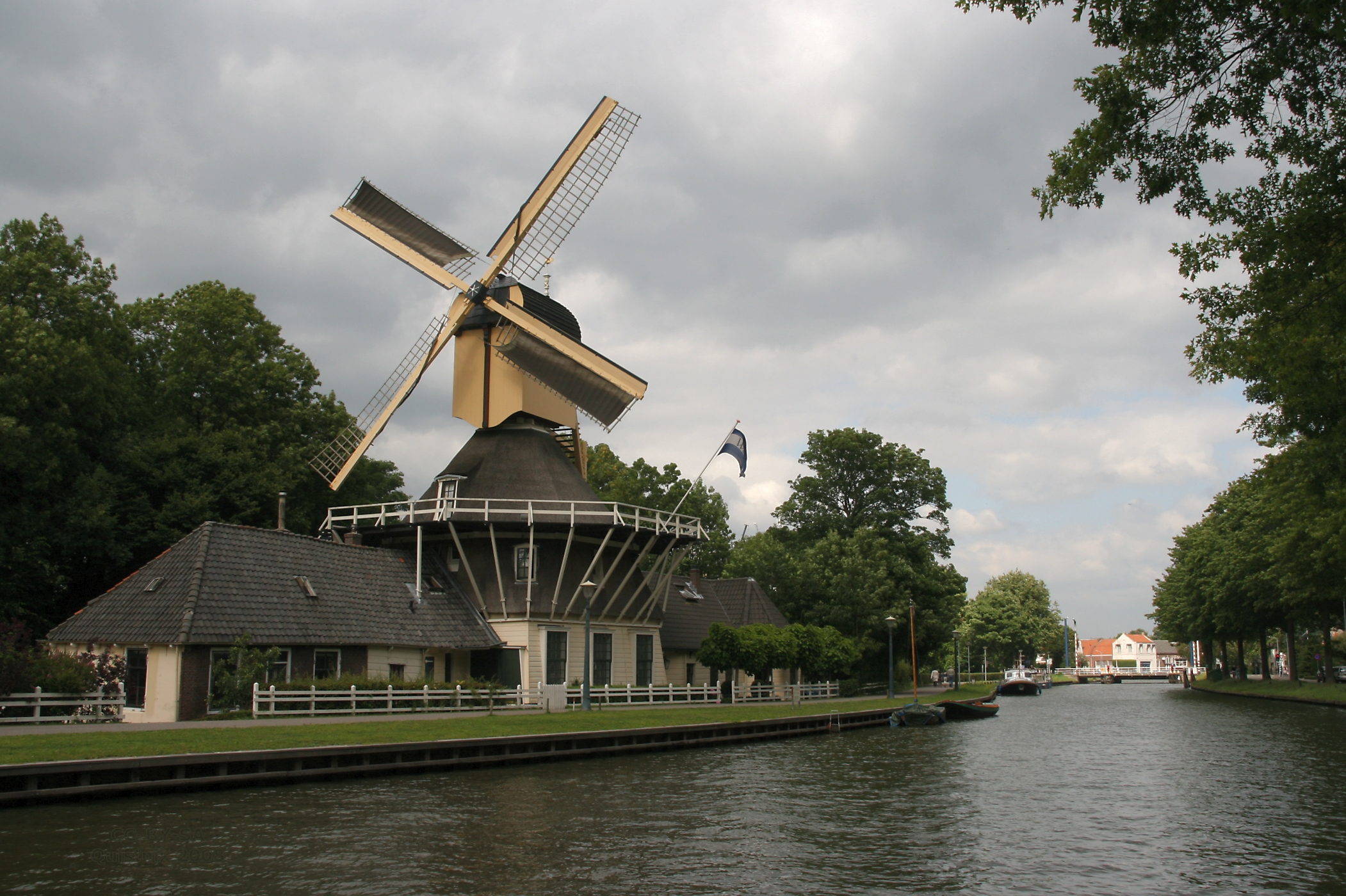
Le moulin 't Haantje.

## Géographie

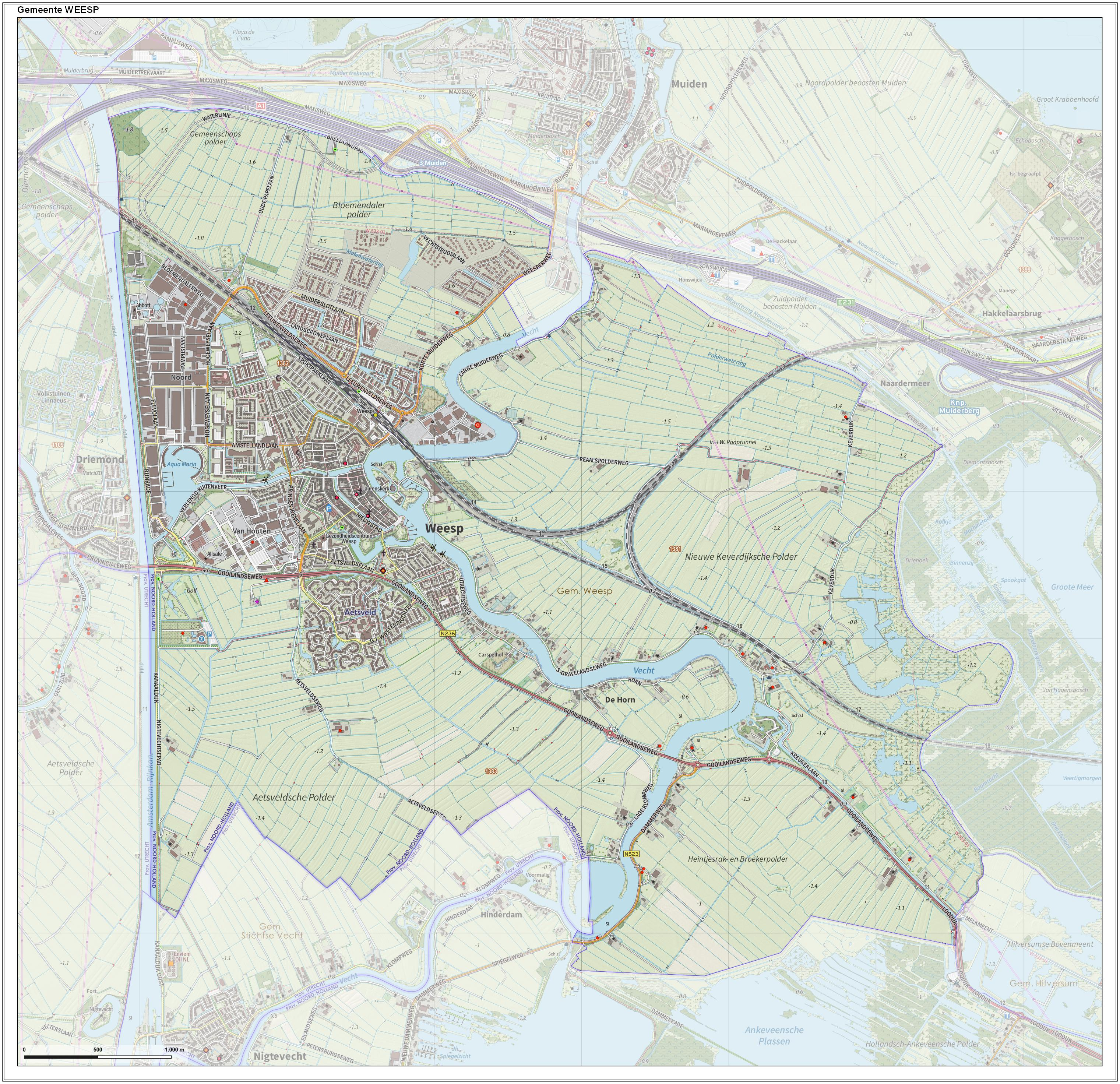
Carte topographique de la commune de Weesp (2020).

La ville de Weesp reste entourée de champs, parcourus de petits canaux et rivières. Les chemins bordant les rivières sont populaires chez les cyclistes. À 15 minutes par vélo se trouve le Naardermeer (lac de Naarden), le plus ancien parc naturel des Pays-Bas. Également proche sont la ville de Muiden et son château médiéval, ainsi que le village de Muiderberg au nord.

## Culture
Le centre-ville de Weesp comporte plus de 200 monuments historiques, vestiges de bastions, tout comme une forteresse de la ligne de défense d'Amsterdam datant de 1861. L'église de la ville date de 1462. L'hôtel de ville est construit entre 1772 et 1776 selon les plans de l'architecte Leendert Viervant. Trois anciens moulins à vent sont toujours présents dans la ville.

## Économie
Le produit le plus connu de Weesp est le chocolat de Van Houten, dont les usines marquent le centre-ville de Weesp durant la XIXe siècle. Avant le chocolat, la bière et le genièvre sont d'importantes sources de revenu. Au XXe siècle, l'économie de Weesp se diversifie, de sorte qu'aucun secteur ne domine. Sur l'ancien terrain de Van Houten, une usine pharmaceutique est établie, appartenant depuis 2009 à la multinationale américaine Abbott Laboratories. Depuis 2011, l'usine donne du travail à plusieurs centaines de personnes.
Bien que Weesp ne se soit pas transformée entièrement en ville-dortoir, une importante partie de sa population travaille à Amsterdam. Dans le nord-ouest de la ville, dans le quartier de Hogewey, un centre d'accompagnement pour patients atteints de la maladie d'Alzheimer ou de démences avancées est ouvert en 2009, grâce au financement de la sécurité sociale néerlandaise.

## Transports

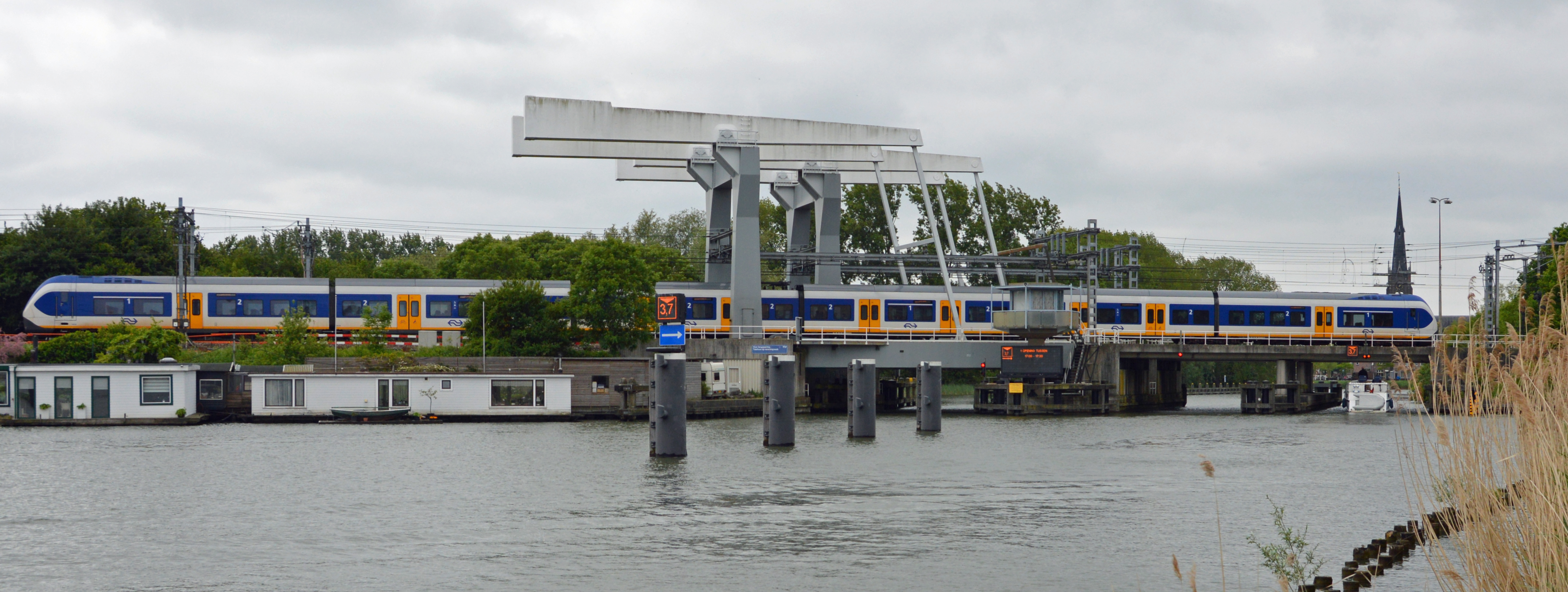
Train régional arrivant à Weesp, en direction de Hoofddorp.

La gare de Weesp est particulièrement bien desservie grâce à sa position sur les trajets régionaux de Nederlandse Spoorwegen (NS) d'Amsterdam à Amersfoort et de Schiphol à Almere, avec environ quatre départs par heure vers chacune des destinations. Weesp se trouve par ailleurs à quelques kilomètres au sud de l'autoroute A1 et à l'est de l'autoroute A9.

## Jumelage
Weesp est jumelée à Svitavy, en République tchèque.